# Mesontoplatys mbaoensis
Mesontoplatys mbaoensis är en skalbaggsart som beskrevs av Rudolph Petrovitz 1969. Mesontoplatys mbaoensis ingår i släktet Mesontoplatys och familjen Aphodiidae. Inga underarter finns listade i Catalogue of Life.